# Bowman Motor Car Company
Bowman Motor Car Company Inc. war ein US-amerikanischer Hersteller von Automobilen.

## Unternehmensgeschichte
Das Unternehmen hatte seinen Sitz in Covington in Kentucky. Zwischen 1921 und 1922 stellte es Automobile her. Der Markenname lautete Bowman. Insgesamt entstanden nicht viele Fahrzeuge.
Es gab keine Verbindungen zum Maschinenbauunternehmen Bowman und zur Bowman Automobile Company, die den gleichen Markennamen benutzten.

## Fahrzeuge
Im Angebot stand nur das Model L. Viele Teile wurden zugekauft. Dies betrifft allerdings nicht den Motor, was ungewöhnlich ist. Ein eigener Vierzylindermotor trieb die Fahrzeuge an. Er leistete 27 PS. Das Fahrgestell hatte 274 cm Radstand. Überliefert sind ein fünfsitziger Tourenwagen  und ein Roadster, je nach Quelle zwei- oder dreisitzig.